# Bremsenreiniger

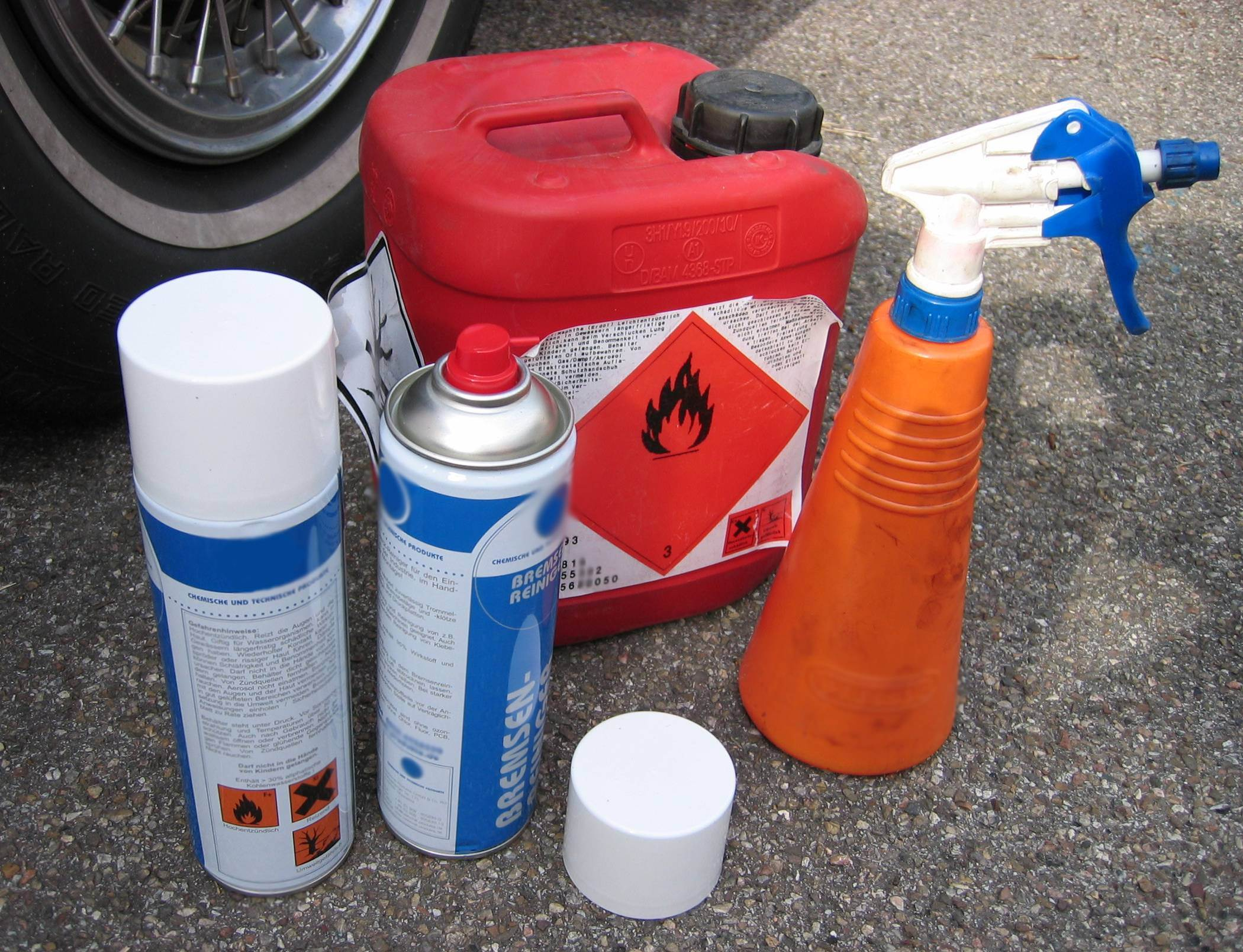
Bremsenreiniger in verschiedenen Gebinden

Ein Bremsenreiniger, häufig auch Teilereiniger genannt, ist ein meist farbloses Reinigungsmittel, das vorwiegend zur Reinigung der Bremsen, des Motorraums sowie Unterbodens von Kraftfahrzeugen eingesetzt wird. Eine wichtige Eigenschaft ist, dass der Bremsenreiniger nach der Anwendung rückstandsfrei verdunstet.
Fast alle Bremsenreiniger enthalten Kohlenwasserstoffe als Hauptbestandteil; es werden entweder niedrigsiedende Aliphaten oder höhersiedende Kohlenwasserstoffgemische verwendet, die auch Aromaten wie Benzol, Toluol oder Xylole enthalten. Alle eingesetzten Kohlenwasserstoffe werden durch teilweise Hydrierung von Naphtha gewonnen. Die lipophilen Flüssigkeiten lösen fettlösliche Schmierstoffe oder Öle. In einigen Produkten sind auch andere, polare Lösungsmittel wie Ethanol, Isopropanol und Aceton enthalten, um auch nicht-lipophile Stoffe zu lösen. Aufgrund der Bestandteile ergeben sich Unverträglichkeiten mit anderen Substanzen bzw. Materialien, die bei der Anwendung berücksichtigt werden müssen.

## Verwendung
Das Haupteinsatzgebiet von Bremsenreinigern ist das Entfetten und Reinigen von Metallteilen bzw. metallischen Oberflächen. Sie dienen zum Entfernen von Ölen, Fetten, Harzen, Teer und Staub. Der Name gibt einen wesentlichen Einsatzzweck an. Besonders Trommelbremsen sind weitgehend geschlossen, so dass sich der Bremsenabrieb im Inneren sammelt und entfernt werden muss. Zusätzlich müssen bei Trommelbremsen, besonders früherer Bauart, einige Teile gefettet werden. Der Bremsenreiniger dient in diesem Fall zur Beseitigung von versehentlich auf die Bremsfläche gelangtem Schmierfett. Zusätzlich werden Bremsscheiben mit einem wachsartigen Rostschutz ausgeliefert, welcher vor dem Einbau mit Bremsenreiniger entfernt werden muss. Gelegentlich wird, im Werkstattalltag, Bremsenreiniger als Lecksuchspray oder zur Verdrängung von Wasser eingesetzt.
In Deutschland werden ca. 10 Mio. Liter pro Jahr verbraucht.

## Gefahr
Bremsenreiniger sind gesundheitsschädlich und dürfen nur in gut belüfteten Räumen oder im Freien angewandt werden. Sie sind teils hochentzündlich und umweltgefährlich, was auch bei der Aufbewahrung berücksichtigt werden muss.
Gummi und einige Kunststoffarten werden von Bremsenreinigern zersetzt, indem bindende Bestandteile herausgelöst werden. Das hat zur Folge, dass das Gummi nach der Einwirkung zuerst unverändert erscheint, jedoch versprödet und sich nach wenigen Wochen bis Monaten Risse und Brüche bilden.

## Alternativen
Bei häufiger und industrieller Anwendung kann zum Reinigen und Entfetten alternativ überkritisches (auch superkritisches) Kohlenstoffdioxid oder Trockeneisstrahlen mit abrasiver Wirkung Verwendung finden. Das bedarf der Anschaffung einer entsprechenden Anlage. Die gesundheitsschädlichen Dämpfe entfallen damit, das CO2 muss allerdings ebenfalls abgelüftet werden. Bei der Anwendung entsteht elektrostatische Ladung und der Staub wird dabei nicht in der Flüssigkeit gebunden, was bei Bremsstaub zu beachten ist.